# Narjot de Toucy
Narjot de Toucy († 1241) war ein Herr von Bazarnes und Regent (Bailli) des lateinischen Kaiserreichs von Konstantinopel. 
Toucy entstammte der Herrenfamilie von Toucy im Herzogtum Burgund, die eine lange Kreuzfahrertradition aufwies. Sein Vater, der Sire Narjot II. von Toucy, war ein Teilnehmer des dritten Kreuzzuges. Wie Toucy in die lateinische Staatenwelt des griechischen Ostens gelangte, ist unklar, möglicherweise als Teilnehmer des vierten Kreuzzuges oder nach einer Teilnahme am Kreuzzug von Damiette, auf dem sein Bruder Itier IV. von Toucy 1218 starb. In Konstantinopel heiratete er eine byzantinische Adlige, die Tochter von Theodoros Branas. Über ihre Mutter, Agnes von Frankreich, war die Braut eine Nichte des französischen Königs Philipp II. August.
Nach dem Tod des lateinischen Kaisers Robert im Januar 1228 folgte dessen unmündiger Bruder Balduin II. nach. Für ihn übernahm ein Regentschaftsrat bestehend aus Narjot de Toucy, dessen Schwiegervater Theodoros Branas sowie des Connétable Geoffroy de Méry die Regierungsgeschäfte. Toucy stand diesem Rat als Bailli vor. Unter anderem handelte er 1228 mit dem byzantinischen Exilkaiser Theodoros I. Angelos einen einjährigen Waffenstillstand einschließlich eines freien Handels zwischen Lateinern und den Griechen von Epirus aus. Eine weitere diplomatische Gesandtschaft schickte er zum Sultan der Rum-Seldschuken nach Konya.
1229 entsandte Toucy eine diplomatische Mission nach Italien, die dort im April in Perugia ein Abkommen mit dem ehemaligen König von Jerusalem, Johann von Brienne, erreichen konnte, indem ihm die Kaiserwürde und Regentschaft von Konstantinopel angetragen wurde. Nach Ablauf des Waffenstillstandes marschierte Theodoros I. Angelos 1230 auf Konstantinopel zu, geriet aber nach einer Schlacht gegen die Bulgaren in deren Gefangenschaft. Im darauffolgenden Jahr kam Johann von Brienne nach Konstantinopel und übernahm die Regierung. Während der ersten Abwesenheit Kaiser Balduins II. an den Höfen Westeuropas übernahm Toucy von 1237 bis 1240 erneut die Regentschaft.
Aus seiner Ehe hatte er folgende Kinder:
- Philippe de Toucy († 1277), Regent von Konstantinopel, später Admiral von Sizilien
- Anselin de Toucy, Herr von Mottola
- NN (Tochter), ⚭ mit Fürst Wilhelm II. von Achaia
- Marguerite de Toucy, ⚭ mit Leonardo de Veruli, Kanzler des Fürstentums Achaia. Vor ihrer Heirat mit Leonardo lebte sie im Kloster Pyrn

In zweiter Ehe heiratete er um 1239/40 eine Kumanenprinzessin, möglicherweise eine Tochter von Kötöny Khan, der 1241 ermordet wurde. Diese Ehe sollte ein Bündnis zwischen Lateinern und Kumanen gegen die Bulgaren und Griechen von Nikaia vertiefen.